# Parahepomadus vaubani
Parahepomadus vaubani is een tienpotigensoort uit de familie van de Aristeidae. De wetenschappelijke naam van de soort is voor het eerst geldig gepubliceerd in 1978 door Crosnier.